# Königsbacher SC Koblenz
Der Königsbacher SC Koblenz e. V. war ein Fechtclub aus Koblenz. Der Verein wurde 1952 gegründet und brachte einige erfolgreiche Fechter hervor, die an Deutschen Meisterschaften, Europameisterschaften, Weltmeisterschaften und Olympischen Spielen teilnahmen. Zum 31. Dezember 2020 wurde der Verein aufgelöst.

## Vereinsgeschichte
Der Fechtverein wurde 1952 von Jupp Münch mit dem Vereinsnamen TUS REI gegründet. Später erhielt der Verein erst den Namen „Sportclub Koblenz Gutenfels e. V.“. Im Jahr darauf übernahm die Königsbacher Brauerei das Sponsoring und der Verein erhielt den Namen Königsbacher SC Koblenz e. V. 

## Erfolge
- 1959: Die Säbelfechter Klaus Allisat, Haakon Stein, Günter Weis, Werner Kaster und Karl Müller gewannen die Deutschen Jugend-Meisterschaften
- 1960: Eberhard Mehl gewann bei den Olympischen Spielen in Rom die Bronze-Medaille
- 1988: Jörg Schwanninger wurde Europameister der Kadetten
- 1989: Susanne Herold gewann bei den Deutschen Meisterschaften der B-Jugend im Einzel die Silbermedaille
- 1990: Susanne Herold gewann bei den Deutschen Meisterschaften der B-Jugend im Einzel die Bronzemedaille
- 1998: Johannes Krüger im Florettfechten und Wiradech Kothny im Säbelfechten wurden jeweils Mannschaftsweltmeister der Junioren
- 1999: Dennis Bauer, Wiradech Kothny und Johannes Krüger wurden Weltmeister der Junioren im Säbelfechten
- 1999: Wiradech Kothny wurde Europameister der Aktiven im Säbelfechten
- 2000: Bei den Olympischen Spielen in Sydney gewann Wiradech Kothny die Bronze-Medaille im Säbelfechten (die erste deutsche Einzelmedaille seit 94 Jahren) und die Mannschaft mit den beiden Koblenzern Wiradech Kothny und Dennis Bauer ebenfalls die Bronze-Medaille im Säbelfechten
- 2001: Sabine Thieltges wurde Europameisterin mit der deutschen Säbelmannschaft
- 2002: Peter Joppich wurde Weltmeister mit der Mannschaft im Florettfechten und Dennis Bauer gewann mit der Mannschaft im Säbelfechten bei den Weltmeisterschaften in Lissabon die Bronze-Medaille
- 2003: Peter Joppich wurde in Havanna Weltmeister und gewann gleichzeitig mit der deutschen Mannschaft im Florettfechten die Bronze-Medaille
- 2003: Richard Breutner gewann bei den Europameisterschaften im Florettfechten die Bronze-Medaille
- 2003: Bei den Deutschen Meisterschaften gewannen die Athleten des Königsbacher SC Koblenz in verschiedenen Altersklassen Gold-, Silber- und Bronze-Medaillen
- 2004: Richard Breutner wurde Europameister im Florettfechten in Kopenhagen
- 2004: Peter Joppich wurde Deutscher Meister im Florettfechten und belegte bei den Olympischen Spielen in Athen bei den Einzelkämpfen im Florett Platz 6
- 2004: Bei den Deutschen Meisterschaften gewannen die Athleten des Königsbacher SC Koblenz in verschiedenen Altersklassen Gold-, Silber- und Bronze-Medaillen
- 2004: Alexandra Bujdosó gewann für Ungarn bei den Weltmeisterschaften der Kadetten die Silber-Medaille
- 2006: Alexandra Bujdosó gewann bei den Weltmeisterschaften der Junioren die Silber-Medaille und gewann zum ersten Mal in ihrer Karriere die Deutsche Meisterschaft
- 2008: Alexandra Bujdosó qualifizierte sich für die Olympischen Spiele in Peking, wo sie Platz 30 belegte
- 2012: Alexandra Bujdosó qualifizierte sich für die Olympischen Spiele in London
- 2014: Luis Bonah, Raoul Bonah und Jannis Löhr gewannen die Deutsche Meisterschaft A-Jugend Mannschaft
- 2015: Alexandra Bujdosó gewann bei der Deutschen Meisterschaft der Aktiven im Einzel die Silbermedaille
- 2015: Raoul Bonah gewann die Deutsche Meisterschaft A-Jugend Einzel
- 2015: Adrian Hölzenbein gewann bei der Deutschen Meisterschaft B-Jugend die Silbermedaille
- 2015: Sören Buhr gewann bei der Deutschen Meisterschaft B-Jugend die Bronzemedaille
- 2015: Adrian Hölzenbein und Ferdinand Liersch gewannen beim Länderpokal in der B-Jugend die Silbermedaille
- 2016: Alexandra Bujdosó gewann bei der Deutschen Meisterschaft der Aktiven im Einzel die Bronzemedaille
- 2016: Johanna Kerschbaum gewann bei den Deutschen Meisterschaften der B-Jugend die Bronzemedaille
- 2016: Sören Buhr gewann bei den Deutschen Meisterschaften der B-Jugend die Silbermedaille. Es ist die letzte Medaille eines KSC-Fechters bei einer Deutschen Meisterschaft